# Воронеж (река)
Воронеж (на руски: Воронеж) е река в Тамбовска, Липецка и Воронежка област на Русия, ляв приток на Дон. Дължина 342 km (с лявата съставяща я река Пълен Воронеж 520 km). Площ на водосборния басейн 21 600 km².
Река Воронеж се образува на 116 m н.в., при село Новониколское, Тамбовска област (южно от град Мичуринск) от сливането на реките Пълен Воронеж (лява съставяща) и Лесной Воронеж (дясна съставяща), водещи началото си от крайните западни разклонения на Приволжкото възвишение. В горното си течение тече на запад, при село Ранчино (Липецка област) завива на юг и запазва това си направление до устието. Почти по цялото си протежение девният ѝ бряг е висок и стръмен, а левият полегат. Влива се отляво в река Дон, при нейния 1403 km, на 85 m н.в., на 12 km южно от град Воронеж. Основни притоци: леви – Пълен Воронеж (178 km), Матира (180 km), Двуречка (24 km), Кривка (27 km), Мешчерка (34 km), Боровица (28 km), Излегоша (43 km), Ивница (23 km), Усман (151 km); десни – Лесной Воронеж (164 km), Алешня, Иловай (77 km), Станова Ряса (100 km), Делеховка (29 km), Мартинчик (29 km), Кузминка (33 km). Има смесено подхранване с преобладаване на снежното с ясно изразено пролетно пълноводие през март и април. Среден годишен отток при град Воронеж 70,8 m³/s. Замръзва през първата половина на декември, а се размразява в края на март. На 4 km преди устието на реката е изградена преградната стена на голямото Воротежко водохранилище с дължина 35 km, разделящо град Воронеж на две части. По бреговете на реката са разположени множество населени места, в т.ч. град Липецк и районния център село Доброе в Липецка област, град Воронеж и селището от градски тип Рамон във Воронежка област.